# Leo J. Ryan

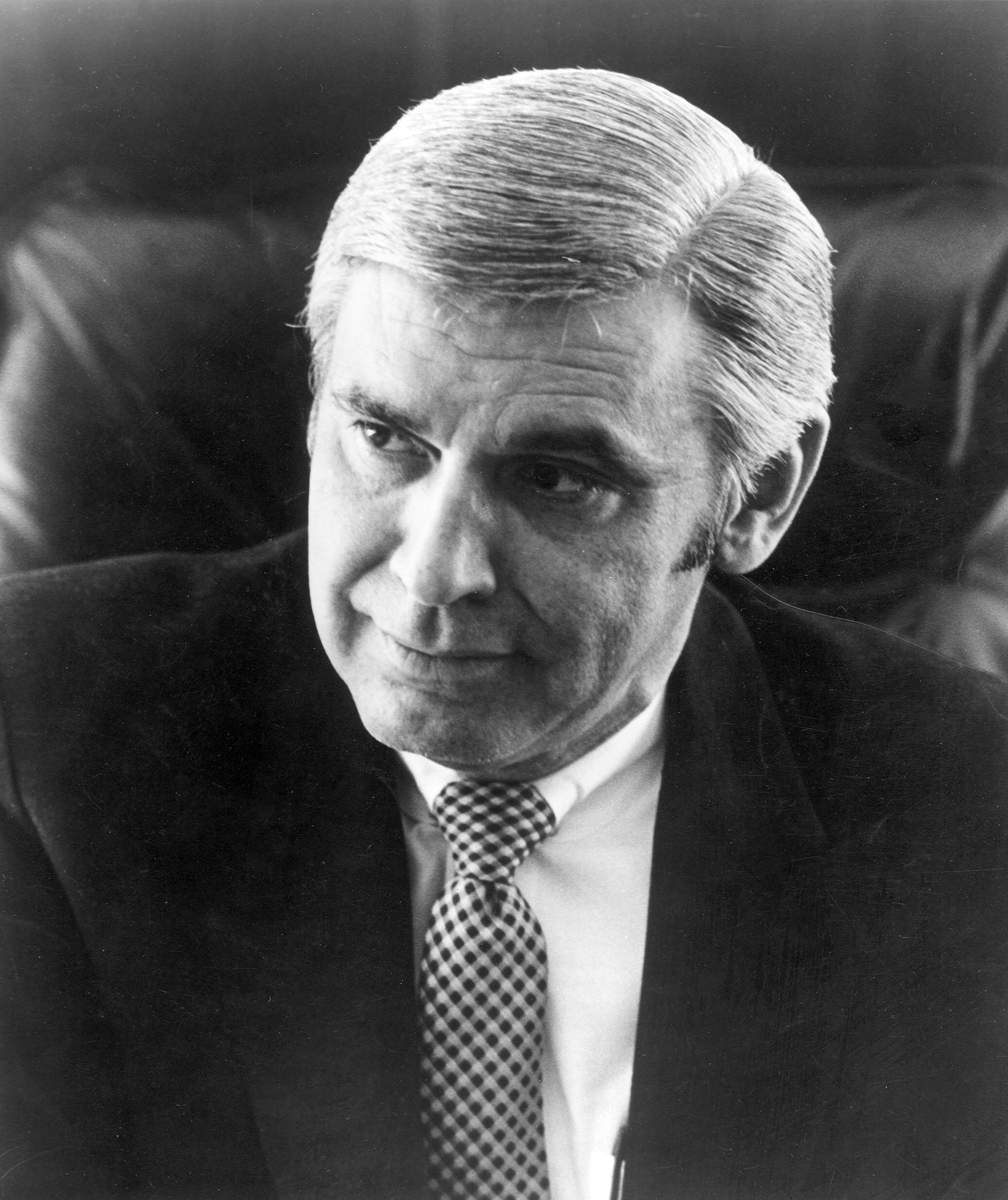
Leo Ryan

Leo Joseph Ryan, Jr. (* 5. Mai 1925 in Lincoln, Nebraska; † 18. November 1978 in Port Kaituma, Guyana) war ein US-amerikanischer Politiker der Demokratischen Partei.
Er wurde im Alter von 53 Jahren von Mitgliedern der Sekte Peoples Temple erschossen.

## Leben und Wirken
Leo Ryan war zunächst Mitglied des Stadtrates und 1962 Bürgermeister von South San Francisco, wo er von 1962 bis 1972 außerdem der California State Assembly angehörte.
Nach den Watts-Riots, 1965 in Los Angeles, arbeitete er als Highschool-Lehrer in dem Stadtteil Watts und verbrachte 1970 freiwillig acht Tage im Folsom Prison, um sich vor Ort einen Eindruck über die Haftbedingungen zu verschaffen.
Am 3. Januar 1973 zog er als Abgeordneter des elften Kongresswahlbezirks von Kalifornien in das Repräsentantenhaus der Vereinigten Staaten ein und war kurz vor seinem gewaltsamen Tod zum vierten Mal wiedergewählt worden.
Früh bezog er insbesondere zu L. Ron Hubbard und seiner Scientology-Bewegung eine ablehnende Position.

## Ermordung und Würdigungen
Im November 1978 reiste Ryan mit Journalisten und Angehörigen nach Guyana, um Berichte über Misshandlungen, schwere Körperverletzungen und Freiheitsberaubung in Jonestown, dem Lager der Sekte Peoples Temple, zu untersuchen. Am 18. November 1978 überfielen Sektenangehörigen die Gruppe bei der Rückkehr zum Flugzeug, wobei neben Ryan vier weitere Menschen gezielt erschossen wurden. Anschließend kam es dort zum Jonestown-Massaker, bei dem über 900 Sektenmitglieder starben.
Foster City widmete Ryan einen Erholungspark. 1983 wurde ihm posthum die Congressional Gold Medal verliehen.